# Гетеростеус
Гетеростеус (лат. Heterosteus) — вымерший представитель артродир, гигантская плакодерма из среднего девона Прибалтики, Германии, Гренландии и Шпицбергена. Род Heterosteus относят к группе Brachythoraci, выделяя (вместе с рядом близких родов) в семейство Heterosteidae.

## Особенности строения
Тело уплощённое, голова широкая, несколько сужена кпереди. Вентральный щит панциря очень небольшой, сдвинут под переднюю часть головы. Грудной панцирь узкий, постбранхиальные пластинки (соединяющие спинной и брюшной щиты) в виде бивнеобразных отростков, загнутых вперёд. Сам грудной панцирь несколько скошен назад, в результате чего морда едва выступает за пределы брюшного щита. Глаза очень маленькие, у переднего края головы, вынесены наверх. Швы головного щита сложные, карманообразные. Хорошо развиты борозды боковой линии. Челюсти плохо известны, вероятно, слабые. Наружная структура панциря бугорчатая. На внутренней поверхности непарной спинной пластины грудного панциря развит мощный направленный назад каринальный отросток, к которому крепились мышцы спины. Размеры огромные — поперечник панциря более 1 метра, общая длина до 6 метров.
Придонные пресноводные рыбы. Образ жизни не вполне понятен. Возможно, питались беспозвоночными.

## История описания и представители
Род предложен Х. Асмуссом в 1856 году на основании остатков из среднего девона (живета) Эстонии — пещеры Арукюла близ города Тарту. Синонимы — Chelonichthys, Heterostius, Ichthyosauroides (некоторые остатки ошибочно относили к рептилиям, в частности, С. С. Куторга). Луи Агассис причислял типовые остатки к роду Asterolepis. Тип рода — Heterosteus asmussi. Возможный синоним типового вида — H. ingens. Несколько видов, остатки известны из Ленинградской области, Рейнской области Германии, Шпицбергена и, возможно, Гренландии. Из среднего девона Шпицбергена известен родственный, но несколько более мелкий Herasmius, а из среднего девона Китая (Юньнань) — Yinostius.